# 交代寄合
交代寄合（こうたいよりあい）は、江戸幕府における武家の家格の一つ。知行１万石未満でありながら大名なみの待遇を得、所領に居住し江戸に留守居を置き、隔年か数年ごとに参勤交代をした。制度の起源ははっきりしないが、大名の分家筋（陪臣）であったり大名家がいちど断絶した後で名跡を継いで復興された家、あるいは三河松平氏や山名氏のように古い血統を誇る家などが含まれる。30余家存在した。論文等では一括して「旗本」と記述される物が複数あるが、将軍家の直参という意味での旗本でない家も多く含まれ（他の大名の陪臣としての「旗本」である武家は複数存在する）、徳川実紀では寄合と呼んだり交代寄合と呼んだり混乱が見られる。本wikipedia記事では引用元のある場合はそのまま「旗本」と記している。

## 歴史

### 江戸時代
交代寄合は領地に陣屋を構えて居住し、家老や代官を通じて領地を支配し、江戸には家老や留守居役以下江戸詰めの家臣を常駐させ、当主は参勤交代を行うという小規模ながら大名家と似た体制をとっていた。ただし小碌の武家も多く、類縁の大名・旗本屋敷などに寄宿させてもらう者もあり、また妻子の在府を免除される者もあった。幕府の直臣である旗本が江戸在府であり若年寄支配であるのに対し、交代寄合は筋目としては外様にあたる家もあれば、将軍の直参となった家もあり、交代寄合全体としては老中支配に属する。江戸城における詰所も帝鑑間か柳間という大名級待遇だった。おなじ１万石未満の武家で老中支配に属していても、高家とは異なる。
交代寄合が出来た理由について、小川恭一は「交代寄合が領地を賜っている時期は大坂の陣前後が多く、陣屋を構えている地域は交通の要衝であり、陣屋を構えるに当たっては寛政譜では、特に四衆には「山賊やキリシタンに備えよ」などの幕府からの指示が書かれていることが多い。つまり、交通の要衝に大身旗本と陣屋を配置して大坂方への備えとしたのであろう」と述べている。
交代寄合の禄高は最大で8000石（本堂家と生駒家）から120石（岩松家）、無高（米良家）まで様々であったが、全体的には3000石以上が大半を占め、外様大名の一族が多かった。
交代寄合の中でも一番格式が高い表御礼衆20家は四衆の上座にあり、大名並みの参勤交代を行い、江戸に1年滞在して帝鑑間か柳間に詰めて表御殿で将軍に拝謁する。大名や旗本と同様に幕府の役職に就任することもある。特に大番頭、両番頭、側衆などへの就任が多く見られる。
四衆は那須衆4家、美濃衆3家、信濃衆3家、三河衆2家の総称であり、通常は所領に居住し、毎年・隔年に短期間江戸に滞在する。将軍には旗本寄合と同様に廊下で拝謁した。表御礼衆とは違い幕府の役職に付くことはほとんどない。その代わり四衆は中山道や東海道を各地域ごとに党となって警衛する役目を負った。四衆に準じる扱いとして岩松家と米良家があった。岩松家は新田氏の末裔として上野国新田郡下田島に120石を持ち、毎年正月に江戸へ参勤交代して将軍家に拝賀する例になっていた。米良氏は菊池氏の末裔で肥後米良山に居住し、5000石格の無高で家督相続ごとに江戸へ参府して将軍に拝謁する例になっていた。
江戸在府期間が短い四衆と岩松家と米良家は配偶者を所領に置くことが許されていた。

### 明治以降
明治維新時、交代寄合は、戊辰戦争で賊軍に与して改易となった竹中家を除く全家が、朝廷に早期帰順して本領安堵され、朝臣（天皇の家臣）に列している。旧交代寄合家で徳川宗家に従って静岡藩士になった家は皆無である。
交代寄合、および高家（全家が朝臣となっている）の各家は、石高に関係なく、下大夫（元寄合・両番席以下席々1000石以上の一般旗本）や上士（元両番席以下席々1000石以下100石までの一般旗本）に列した旧一般旗本の朝臣より上位の中大夫席を与えられた。ただし、例外的に表向御礼衆のうち竹谷松平家（4500石）、三河衆のうち松平郷松平家（440石）と中島家（607石）、四衆に準ずる長沢松平家（300石）の四家は他の交代寄合家より下位の下大夫席に列せられている。
明治2年に中大夫以下の称が廃されるのに伴い、旧一般旗本と同様に士族編入となった
しかし戊辰戦争の戦功で政府から加増を受けたり、高直しが政府に認められたことで万石を超えて大名に列した所謂「維新立藩」をした6家、すなわち本堂家（8000石→常陸志筑藩1万110石）、生駒家（8000石→出羽矢島藩1万5200石）、山名家（6700石→但馬村岡藩1万1000石）、池田家（6000石→播磨福本藩1万573石）、平野家（5000石→大和田原本藩1万1石）、山崎家（5000石→備中成羽藩1万2746石）は、華族に列し華族令施行と共に男爵家となっている。
これらの家々のうち池田家、本堂家、山名家については、旧幕府において外様の列にて徳川と臣属関係になかったことを理由にして立藩が許されている。このことから交代寄合から維新立藩が認められるには外様であることが条件になっていたと思われ、実際徳川譜代の菅沼家（7000石）の諸侯昇格請願は不許可になり、同家は士族編入になっている。
また維新立藩以外では、岩松家（120石）が南北朝時代の南朝方武将新田義貞正統の末裔と認められたため新田に復姓のうえ華族に列し、米良家（無石だが格式上は5000石待遇）も南朝方武将菊池武時正統の末裔と認められ菊池に復姓のうえ華族に列し、いずれも華族令施行後男爵家に列した。
以上維新立藩6家と南朝忠臣2家の合計8家が交代寄合から出た華族となった。そのうち池田家のみ経済的困窮から明治27年（1894年）に爵位を返上した。大正3年（1914年）には同家の旧臣家の出であった陸軍中将藤井茂太らが池田家の経済力は復したとして再叙爵運動をやっているが却下されている。
明治17年（1884年）の華族令で華族が五爵制になった際に定められた『叙爵内規』の前の案である『華族令』案や『叙爵規則』案（『爵位発行順序』所収）では元交代寄合が元高家や各藩の万石以上陪臣家、堂上公家に準ずる扱いだった六位蔵人や伏見宮殿上人などの諸家とともに男爵候補に挙げられているものの、最終的な『叙爵内規』ではいずれも授爵対象外となったため、上記8家以外の交代寄合は士族のままだった。華族編列・授爵をめぐっては華族の体面を保てる財産があるか否かが重視され、明治後期になると富裕層が多い万石以上陪臣は男爵に叙され始めるが、8家以外の交代寄合にはその後も叙爵はなかった。

## 交代寄合の一覧
明治維新時に交代寄合だった家。太字は維新後に華族に取り立てられた家。

### 表向御礼衆
表向御礼衆は大名と同じ扱いを受け、登城の際は表御殿でそれぞれの間に詰める大名嫡子の後に将軍と拝謁した。
| 家         | 領地                      | 伺候席 | 出自等 | 維新後 |
| ---------- | ------------------------- | ------ | --- | --- |
| 菅沼家     | 三河設楽郡新城領7,000石   | 帝鑑間 | 元丹波亀山藩藩主。 | 朝廷に早期帰順し本領安堵、朝臣の中大夫席触頭を経て士族。                                                                                    |
| 久松松平家 | 下総香取郡飯笹領6000石    | 帝鑑間 | 久松松平家庶流。元伊勢長島藩主家 | 朝廷に早期帰順し本領安堵、朝臣の中大夫席を経て士族。                                                                                        |
| 竹谷松平家 | 三河宝飯郡西郡領4,500石   | 帝鑑間 | 元吉田藩藩主 | 朝廷に早期帰順し本領安堵、朝臣の下大夫席を経て士族。                                                                                        |
| 榊原家     | 駿河有度郡久能領1,800石   | 帝鑑間 | 榊原康政の兄清政の子照久が祖。照久は久能山東照宮宮司として従二位に昇るが、2代照清から神職を辞して久能山総門番を世襲、家督時に従五位下。 | 朝廷に早期帰順し本領安堵。朝臣の中大夫席を経て士族。                                                                                        |
| 本堂家     | 常陸新治郡志筑領8,000石   | 柳間   | 清和源氏とも和賀氏とも 出羽国仙北郡本堂発祥                                                                                             | 朝廷に早期帰順し本領安堵。維新立藩で志筑藩主(10,110石)を経て華族の男爵家。                                                                  |
| 生駒家     | 出羽由利郡矢島領8,000石   | 柳間   | 元高松藩藩主。 | 朝廷に早期帰順し本領安堵。維新立藩で矢島藩主(15,200石)を経て華族の男爵家。                                                                  |
| 山名家     | 但馬七美郡村岡領6,700石   | 柳間   | 屋形号。因幡守護だった山名豊国の子孫。                                                                                                  | 朝廷に早期帰順し本領安堵。維新立藩で村岡藩主(11,000石)を経て華族の男爵家。                                                                  |
| 池田家     | 播磨神崎郡福本領6,000石   | 柳間   | 鳥取藩池田家の分家で元播磨山崎藩主・元因幡鹿奴藩主。初代池田輝澄は徳川家康娘・督姫男。                                                  | 朝廷に早期帰順し本領安堵。維新立藩で福本藩主(10,573石)を経て華族の男爵家。経済的困窮で明治27年に爵位返上。                                  |
| 平野家     | 大和十市郡田原本領5,000石 | 柳間   | 鎌倉幕府執権北条氏庶流。賤ヶ岳の七本槍の一人平野長泰の家系。                                                                            | 朝廷に早期帰順し本領安堵。維新立藩で田原本藩主(10,001石)を経て華族の男爵家。                                                                |
| 木下家     | 豊後速見郡立石領5,000石   | 柳間   | 日出藩分家。初代延由は豊臣秀頼の遺児国松とする説あり。                                                                                  | 朝廷に早期帰順し本領安堵。朝臣の中大夫席を経て士族。明治5年に羽柴に復姓。                                                                   |
| 山崎家     | 備中川上郡成羽領5,000石   | 柳間   | 宇多源氏と称す。丸亀藩山崎家名跡。 | 朝廷に早期帰順し本領安堵。維新立藩で成羽藩主(12,746石)を経て華族の男爵家。                                                                  |
| 最上家     | 近江蒲生郡大森領5,000石   | 柳間   | 元山形藩藩主・屋形号 | 朝廷に早期帰順し本領安堵。朝臣の中大夫席を経て士族。                                                                                        |
| 戸川家     | 備中都宇郡撫川領5,000石   | 柳間   | 伊予河野氏裔 元庭瀬藩藩主 | 朝廷に早期帰順し本領安堵。朝臣の中大夫席を経て士族。                                                                                        |
| 竹中家     | 美濃不破郡岩手領5,000石   | 柳間   | 竹中重治の家系 | 重固が朝廷に帰順せず、戊辰戦争の反逆で改易。隠居の父黄山が300石で再興許さる。改易後帰農した関係で平民編入。明治14年に至って士族昇格許さる。 |
| 溝口家     | 陸奥岩瀬郡横田領5,000石   | 柳間   | 新発田藩分家 | 朝廷に早期帰順し本領安堵。朝臣の中大夫席を経て士族。                                                                                        |
| 朽木家     | 近江高島郡朽木領4,770石   | 柳間   | 室町幕府重臣家の末裔。福知山藩主家の本家筋                                                                                              | 朝廷に早期帰順し本領安堵。朝臣の中大夫席を経て士族。                                                                                        |
| 近藤家     | 遠江引佐郡気賀領3,459石   | 柳間   | 元井伊谷藩藩主 | 朝廷に早期帰順し本領安堵。朝臣の中大夫席を経て士族。                                                                                        |
| 金森家     | 越前南条郡白崎領3,000石   | 柳間   | 元郡上八幡藩藩主分家 | 朝廷に早期帰順し本領安堵。朝臣の中大夫席を経て士族。                                                                                        |
| 五島家     | 肥前松浦郡富江領3,000石   | 柳間   | 福江藩分家 | 朝廷に早期帰順し本領安堵。朝臣の中大夫席を経て士族。                                                                                        |
| 伊東家     | 日向那珂郡飫肥領3,000石   | 柳間   | 飫肥藩分家（家祖は第3代飫肥藩主伊東祐久の三男伊東祐春）                                                                                 | 朝廷に早期帰順し本領安堵。朝臣の中大夫席を経て士族。                                                                                        |

### 四衆
四衆は下野国の那須衆、美濃国の美濃衆、信濃国の信濃（伊那）衆、三河国の三河衆の四か国出身家の総称であり、「四州」とかけられている。表向御礼衆と異なり、将軍とは廊下で通りがかりの拝謁しかできない。このため「御勝手御礼衆」とも呼ばれる。那須衆は隔年参府、他は数年に一度の参府であった。
那須衆
| 家       | 領地                      | 伺候席 | 出自等                     | 維新後                                               |
| -------- | ------------------------- | ------ | -------------------------- | ---------------------------------------------------- |
| 那須家   | 下野那須郡福原領1000石    | 柳間   | 那須与一末裔。元烏山藩藩主 | 朝廷に早期帰順し本領安堵。朝臣の中大夫席を経て士族。 |
| 福原家   | 下野那須郡佐久山領3,500石 | 柳間   | 那須氏庶流                 | 朝廷に早期帰順し本領安堵。朝臣の中大夫席を経て士族。 |
| 芦野家   | 下野那須郡芦野領3,010石   | 柳間   | 那須氏庶流                 | 朝廷に早期帰順し本領安堵。朝臣の中大夫席を経て士族。 |
| 大田原家 | 下野那須郡森田領1,300石   | 柳間   | 大田原藩主家分家           | 朝廷に早期帰順し本領安堵。朝臣の中大夫席を経て士族。 |

美濃衆
| 家       | 領地                    | 伺候席 | 出自等         | 維新後                                               |
| -------- | ----------------------- | ------ | -------------- | ---------------------------------------------------- |
| 高木西家 | 美濃石津郡多良領2,304石 | 柳間   | 美濃高木氏嫡流 | 朝廷に早期帰順し本領安堵。朝臣の中大夫席を経て士族。 |
| 高木東家 | 美濃石津郡多良領1,000石 | 柳間   | 高木貞友流     | 朝廷に早期帰順し本領安堵。朝臣の中大夫席を経て士族。 |
| 高木北家 | 美濃石津郡多良領1,000石 | 柳間   | 高木貞俊流     | 朝廷に早期帰順し本領安堵。朝臣の中大夫席を経て士族。 |

信濃伊那衆
| 家       | 領地                      | 伺候席 | 出自等     | 維新後                                               |
| -------- | ------------------------- | ------ | ---------- | ---------------------------------------------------- |
| 知久家   | 信濃伊那郡阿島領2,700石   | 柳間   | 諏訪氏一族 | 朝廷に早期帰順し本領安堵。朝臣の中大夫席を経て士族。 |
| 小笠原家 | 信濃伊那郡伊豆木領1,000石 | 柳間   | 勝山藩分家 | 朝廷に早期帰順し本領安堵。朝臣の中大夫席を経て士族。 |
| 座光寺家 | 信濃伊那郡山吹領1,115石   | 柳間   | 称源為朝裔 | 朝廷に早期帰順し本領安堵。朝臣の中大夫席を経て士族。 |

三河衆
| 家           | 領地                  | 伺候席 | 出自等                                 | 維新後                                               |
| ------------ | --------------------- | ------ | -------------------------------------- | ---------------------------------------------------- |
| 松平郷松平家 | 三河加茂郡松平領440石 | 柳間   | 松平家庶長子？家                       | 朝廷に早期帰順し本領安堵。朝臣の下大夫席を経て士族。 |
| 中島家       | 三河渥美郡大崎領607石 | 柳間   | 備中松山藩板倉家類家、板倉勝重養子の裔 | 朝廷に早期帰順し本領安堵。朝臣の下大夫席を経て士族。 |

四衆に準ずる家
四衆同様、廊下での将軍拝謁を行った。
| 家         | 領地                                | 伺候席 | 出自等 | 維新後 |
| ---------- | ----------------------------------- | ------ | --- | --- |
| 米良家     | 日向児湯郡米良領主 無高（5000石格） | 柳間   | 肥後菊池氏後裔。肥後人吉藩相良家の扶養。寛政重修諸家譜でも独立の項目ではなく、相良氏の項目に記載されている。 | 朝廷に早期帰順し本領安堵され、朝臣の中大夫席を経て当初士族に列した後、南朝忠臣菊池武時の末裔と認められ、菊池に復姓のうえ華族の男爵家。 |
| 長沢松平家 | 300石                               |        | 長沢松平家庶流。                                                                                             | 朝廷に早期帰順し本領安堵。朝臣の下大夫席を経て士族。                                                                                   |
| 岩松家     | 上野国新田郡新田荘下田嶋120石       |        | 新田氏の末裔。                                                                                               | 朝廷に早期帰順し本領安堵され、朝臣の中大夫席を経て当初士族に列した後、南朝忠臣新田義貞の末裔と認められ、新田に復姓のうえ華族の男爵家。 |